# 弗赖讷河
弗赖讷河（法語：Vraine，法語發音：[vʁɛn]）是法国大東部大區孚日省的河流，是韦尔河的右支流，长22.9千米。